# Чемпионат Украины по хоккею с шайбой 2015/2016 (составы)
Данная статья представляет собой списки игроков в составах команд-участниц чемпионата Украины по хоккею с шайбой сезона 2015/2016, упорядоченных по клубам. Возраст хоккеистов указан на дату начала турнира — 25 сентября 2015 года.
Состав ХК «Компаньон» был сформирован за счёт воспитанников собственной ледовой школы ДЮСШ «Льдинка» 1999 г.р.. и усилен несколькими её же воспитанниками 1996-98 г.р. В этой связи в ходе чемпионата команда сменила своё название на ХК «Льдинка-Компаньон».
Состав ХК «Юность» был сформирован за счёт воспитанников СДЮШОР (г.Харьков) 1998 г.р. и усилен несколькими игроками 1996-97 г.р. Окончательная заявка команды была сформирована 25 сентября 2015 года — в день начала чемпионата.
Предварительные заявки были опубликованы 23 сентября 2015 года. Однако, ещё до старта чемпионата они перетерпели изменения. Вплоть до старта первых матчей продолжались подписания контрактов с новыми игроками, в том числе легионерами.
Всего для участия в турнире было заявлено 190 игроков: 
- ХК «Белый Барс» — 20 игроков
- ХК «Донбасс» — 21 игрок
- ХК «Дженералз» — 23 игрока
- ХК «Компаньон» — 23 игрока
- ХК «Витязь» — 25 игрока
- ХК «Кременчуг» — 25 игроков
- ХК «Рапид» — 26 игроков
- ХК «Юность» — 27 игроков

Ещё трое игроков — Антон Бабчук (ХК «Дженералз»), Константин Касянчук (ХК «Дженералз», ХК «Рапид»), Виталийс Хворостининс (ХК «Донбасс») — пройдя предсезонную подготовку в клубах не подписали контракты.
Для участия в турнире было заявлено 6 легионеров:
| Сергей Афанасьев     | Россия   | ХК «Дженералз» |
| Илья Еловиков        | Россия   | ХК «Рапид»     |
| Денис Кочетков       | Россия   | ХК «Донбасс»   |
| Александр Дегтярёв   | Беларусь | ХК «Кременчуг» |
| Илья Коренчук        | Беларусь | ХК «Кременчуг» |
| Дмитрийс Комарницкис | Латвия   | ХК «Кременчуг» |

Виталийс Хворостининс ( Латвия) предварительно заявленный за ХК «Донбасс» под номером 52, в окончательную заявку на сезон не попал.

## ХК «Белый Барс»
| Состав ХК «Белый Барс» в чемпионате Украины по хоккею с шайбой сезона 2015/2016 | Состав ХК «Белый Барс» в чемпионате Украины по хоккею с шайбой сезона 2015/2016 | Состав ХК «Белый Барс» в чемпионате Украины по хоккею с шайбой сезона 2015/2016 | Состав ХК «Белый Барс» в чемпионате Украины по хоккею с шайбой сезона 2015/2016 | Состав ХК «Белый Барс» в чемпионате Украины по хоккею с шайбой сезона 2015/2016 | Состав ХК «Белый Барс» в чемпионате Украины по хоккею с шайбой сезона 2015/2016 | Состав ХК «Белый Барс» в чемпионате Украины по хоккею с шайбой сезона 2015/2016 | Состав ХК «Белый Барс» в чемпионате Украины по хоккею с шайбой сезона 2015/2016 | Состав ХК «Белый Барс» в чемпионате Украины по хоккею с шайбой сезона 2015/2016 | Состав ХК «Белый Барс» в чемпионате Украины по хоккею с шайбой сезона 2015/2016 |
| №                                                                               | Н                                                                               | П                                                                               | С                                                                               | Имя                                                                             | Дата рождения                                                                   | Возраст                                                                         | Хват                                                                            | Рост, см                                                                        | Вес, кг                                                                         |
| ------------------------------------------------------------------------------- | ------------------------------------------------------------------------------- | ------------------------------------------------------------------------------- | ------------------------------------------------------------------------------- | ------------------------------------------------------------------------------- | ------------------------------------------------------------------------------- | ------------------------------------------------------------------------------- | ------------------------------------------------------------------------------- | ------------------------------------------------------------------------------- | ------------------------------------------------------------------------------- |
| 1                                                                               | 40                                                                              | В                                                                               | Украина                                                                         | Юрий Коломиец                                                                   | 25.05.1999                                                                      | 16 лет 123 дня                                                                  | Л                                                                               | 175                                                                             | 72                                                                              |
| 2                                                                               | 30                                                                              | В                                                                               | Украина                                                                         | Юрий Краснопольский                                                             | 15.04.1998                                                                      | 17 лет 163 дня                                                                  | Л                                                                               | 170                                                                             | 62                                                                              |
| 3                                                                               | 1                                                                               | В                                                                               | Украина                                                                         | Сергей Люльчук                                                                  | 30.03.1994                                                                      | 21 год 179 дней                                                                 | Л                                                                               | 187                                                                             | 84                                                                              |
| 4                                                                               | 3                                                                               | З                                                                               | Украина                                                                         | Даниил Гриценко                                                                 | 19.06.1999                                                                      | 16 лет 98 дней                                                                  | Л                                                                               | 174                                                                             | 70                                                                              |
| 5                                                                               | 6                                                                               | З                                                                               | Украина                                                                         | Юрий Ионин                                                                      | 06.05.1999                                                                      | 16 лет 142 дня                                                                  | Л                                                                               | 172                                                                             | 65                                                                              |
| 6                                                                               | 29                                                                              | З                                                                               | Украина                                                                         | Александр Лищинер                                                               | 29.10.1995                                                                      | 19 лет 331 день                                                                 | П                                                                               | 174                                                                             | 65                                                                              |
| 7                                                                               | 11                                                                              | З                                                                               | Украина                                                                         | Александр Павличков                                                             | 29.06.1999                                                                      | 16 лет 88 дней                                                                  | Л                                                                               | 181                                                                             | 74                                                                              |
| 8                                                                               | 31                                                                              | З                                                                               | Украина                                                                         | Игорь Сологуб                                                                   | 14.06.1998                                                                      | 17 лет 103 дня                                                                  | Л                                                                               | 177                                                                             | 76                                                                              |
| 9                                                                               | 27                                                                              | З                                                                               | Украина                                                                         | Даниил Сухонос                                                                  | 16.09.1999                                                                      | 16 лет 9 дней                                                                   | Л                                                                               | 180                                                                             | 74                                                                              |
| 10                                                                              | 35                                                                              | З                                                                               | Украина                                                                         | Денис Хонин                                                                     | 24.06.1989                                                                      | 26 лет 93 дня                                                                   | П                                                                               | 189                                                                             | 88                                                                              |
| 11                                                                              | 8                                                                               | Н                                                                               | Украина                                                                         | Артём Козиенко                                                                  | 06.11.1998                                                                      | 16 лет 323 дня                                                                  | П                                                                               | 173                                                                             | 69                                                                              |
| 12                                                                              | 16                                                                              | Н                                                                               | Украина                                                                         | Александр Люльчук                                                               | 31.01.1997                                                                      | 18 лет 237 дней                                                                 | Л                                                                               | 188                                                                             | 83                                                                              |
| 13                                                                              | 17                                                                              | Н                                                                               | Украина                                                                         | Валерий Мкртчан                                                                 | 27.08.1999                                                                      | 16 лет 29 дней                                                                  | Л                                                                               | 180                                                                             | 71                                                                              |
| 14                                                                              | 22                                                                              | Н                                                                               | Украина                                                                         | Максим Омельченко                                                               | 04.10.1998                                                                      | 16 лет 356 дней                                                                 | Л                                                                               | 170                                                                             | 64                                                                              |
| 15                                                                              | 19                                                                              | Н                                                                               | Украина                                                                         | Александр Праведный                                                             | 22.02.1999                                                                      | 16 лет 215 дней                                                                 | Л                                                                               | 178                                                                             | 68                                                                              |
| 16                                                                              | 7                                                                               | Н                                                                               | Украина                                                                         | Антон Рубан                                                                     | 07.08.1998                                                                      | 17 лет 49 дней                                                                  | Л                                                                               | 185                                                                             | 84                                                                              |
| 17                                                                              | 24                                                                              | Н                                                                               | Украина                                                                         | Назар Ружников                                                                  | 07.08.1999                                                                      | 16 лет 142 дня                                                                  | Л                                                                               | 182                                                                             | 85                                                                              |
| 18                                                                              | 23                                                                              | Н                                                                               | Украина                                                                         | Кирилл Фроленко                                                                 | 22.06.1994                                                                      | 21 год 95 дней                                                                  | Л                                                                               | 197                                                                             | 96                                                                              |
| 19                                                                              | 15                                                                              | Н                                                                               | Украина                                                                         | Алексей Черемнов                                                                | 31.07.1998                                                                      | 17 лет 56 дней                                                                  | Л                                                                               | 179                                                                             | 69                                                                              |
| 20                                                                              | 21                                                                              | Н                                                                               | Украина                                                                         | Игорь Шевченко                                                                  | 07.07.1999                                                                      | 16 лет 80 дней                                                                  | П                                                                               | 185                                                                             | 77                                                                              |
| гл.тренер                                                                       | гл.тренер                                                                       | гл.тренер                                                                       | Украина                                                                         | Константин Буценко                                                              | 10.03.1969                                                                      | 46 лет 199 дней                                                                 |                                                                                 |                                                                                 |                                                                                 |
| ст.тренер                                                                       | ст.тренер                                                                       | ст.тренер                                                                       | Украина                                                                         | Александр Бобкин                                                                | 02.09.1982                                                                      | 33 года 23 дня                                                                  |                                                                                 |                                                                                 |                                                                                 |
| тренер вр.                                                                      | тренер вр.                                                                      | тренер вр.                                                                      | Украина                                                                         | Виталий Лебедь                                                                  | 07.01.1980                                                                      | 35 лет 261 день                                                                 |                                                                                 |                                                                                 |                                                                                 |

По сравнению с предварительной заявкой к началу чемпионата в состав команды были включены защитник Игорь Сологуб, нападающие Назар Ружников и Кирилл Фроленко.

## ХК «Витязь»
| Состав ХК «Витязь» в чемпионате Украины по хоккею с шайбой сезона 2015/2016 | Состав ХК «Витязь» в чемпионате Украины по хоккею с шайбой сезона 2015/2016 | Состав ХК «Витязь» в чемпионате Украины по хоккею с шайбой сезона 2015/2016 | Состав ХК «Витязь» в чемпионате Украины по хоккею с шайбой сезона 2015/2016 | Состав ХК «Витязь» в чемпионате Украины по хоккею с шайбой сезона 2015/2016 | Состав ХК «Витязь» в чемпионате Украины по хоккею с шайбой сезона 2015/2016 | Состав ХК «Витязь» в чемпионате Украины по хоккею с шайбой сезона 2015/2016 | Состав ХК «Витязь» в чемпионате Украины по хоккею с шайбой сезона 2015/2016 | Состав ХК «Витязь» в чемпионате Украины по хоккею с шайбой сезона 2015/2016 | Состав ХК «Витязь» в чемпионате Украины по хоккею с шайбой сезона 2015/2016 |
| №                                                                           | Н                                                                           | П                                                                           | С                                                                           | Имя                                                                         | Дата рождения                                                               | Возраст                                                                     | Хват                                                                        | Рост, см                                                                    | Вес, кг                                                                     |
| --------------------------------------------------------------------------- | --------------------------------------------------------------------------- | --------------------------------------------------------------------------- | --------------------------------------------------------------------------- | --------------------------------------------------------------------------- | --------------------------------------------------------------------------- | --------------------------------------------------------------------------- | --------------------------------------------------------------------------- | --------------------------------------------------------------------------- | --------------------------------------------------------------------------- |
| 1                                                                           | 30                                                                          | В                                                                           | Украина                                                                     | Владислав Вязовов                                                           | 04.08.1996                                                                  | 19 лет 52 дня                                                               | Л                                                                           | 183                                                                         | 75                                                                          |
| 2                                                                           | 1                                                                           | В                                                                           | Украина                                                                     | Александр Харитонов                                                         | 18.12.1976                                                                  | 38 лет 281 день                                                             | Л                                                                           | 175                                                                         | 78                                                                          |
| 3                                                                           | 4                                                                           | З                                                                           | Украина                                                                     | Артём Воробьёв                                                              | 18.05.1991                                                                  | 24 года 130 дней                                                            | Л                                                                           | 187                                                                         | 85                                                                          |
| 4                                                                           | 9                                                                           | З                                                                           | Украина                                                                     | Роман Кривда                                                                | 01.03.1987                                                                  | 28 лет 208 дней                                                             | Л                                                                           | 185                                                                         | 103                                                                         |
| 5                                                                           | 57                                                                          | З                                                                           | Украина                                                                     | Филипп Матвиенко                                                            | 21.10.1997                                                                  | 17 лет 339 дней                                                             | Л                                                                           | 187                                                                         | 83                                                                          |
| 6                                                                           | 22                                                                          | З                                                                           | Украина                                                                     | Олег Панасенко                                                              | 22.05.1978                                                                  | 37 лет 126 дней                                                             | Л                                                                           | 185                                                                         | 100                                                                         |
| 7                                                                           | 76                                                                          | З                                                                           | Украина                                                                     | Роман Пантелеймонов                                                         | 15.01.1990                                                                  | 25 лет 253 дня                                                              | Л                                                                           | 182                                                                         | 81                                                                          |
| 8                                                                           | 47                                                                          | З                                                                           | Украина                                                                     | Александр Пономарь                                                          | 28.01.1987                                                                  | 28 лет 240 дней                                                             | П                                                                           | 183                                                                         | 85                                                                          |
| 9                                                                           | 11                                                                          | З                                                                           | Украина                                                                     | Никита Попов                                                                | 15.04.1992                                                                  | 23 года 163 дня                                                             | Л                                                                           | 175                                                                         | 72                                                                          |
| 10                                                                          | 8                                                                           | З                                                                           | Украина                                                                     | Денис Савченко                                                              | 12.04.1995                                                                  | 20 лет 166 дней                                                             | Л                                                                           | 185                                                                         | 86                                                                          |
| 11                                                                          | 77                                                                          | Н                                                                           | Украина                                                                     | Сергей Алексанян-Петрович                                                   | 20.07.1997                                                                  | 18 лет 67 дней                                                              | Л                                                                           | 176                                                                         | 73                                                                          |
| 12                                                                          | 88                                                                          | Н                                                                           | Украина                                                                     | Максим Богатырёв                                                            | 05.11.1994                                                                  | 20 лет 324 дня                                                              | Л                                                                           | 183                                                                         | 80                                                                          |
| 13                                                                          | 27                                                                          | Н                                                                           | Украина                                                                     | Павел Большаков                                                             | 27.11.1985                                                                  | 29 лет 302 дня                                                              | Л                                                                           | 187                                                                         | 90                                                                          |
| 14                                                                          | 76                                                                          | Н                                                                           | Украина                                                                     | Михаил Геворкян                                                             | 19.06.1997                                                                  | 18 лет 98 дней                                                              | Л                                                                           | 180                                                                         | 82                                                                          |
| 15                                                                          | 17                                                                          | Н                                                                           | Украина                                                                     | Дмитрий Исаенко                                                             | 05.03.1988                                                                  | 27 лет 204 дня                                                              | Л                                                                           | 186                                                                         | 87                                                                          |
| 16                                                                          | 92                                                                          | Н                                                                           | Украина                                                                     | Артём Кобиков                                                               | 29.05.1992                                                                  | 23 года 119 дней                                                            | Л                                                                           | 184                                                                         | 92                                                                          |
| 17                                                                          | 21                                                                          | Н                                                                           | Украина                                                                     | Алексей Лазаренко                                                           | 03.01.1976                                                                  | 39 лет 265 дней                                                             | Л                                                                           | 181                                                                         | 100                                                                         |
| 18                                                                          | 81                                                                          | Н                                                                           | Украина                                                                     | Руслан Максименко                                                           | 14.05.1994                                                                  | 21 год 134 дня                                                              | П                                                                           | 185                                                                         | 85                                                                          |
| 19                                                                          | 71                                                                          | Н                                                                           | Украина                                                                     | Максим Мартышко                                                             | 06.07.1994                                                                  | 21 год 81 день                                                              | Л                                                                           | 174                                                                         | 85                                                                          |
| 20                                                                          | 12                                                                          | Н                                                                           | Украина                                                                     | Никита Муртищев                                                             | 07.05.1997                                                                  | 18 лет 141 день                                                             | Л                                                                           | 178                                                                         | 75                                                                          |
| 21                                                                          | 23                                                                          | Н                                                                           | Украина                                                                     | Александр Панченко                                                          | 13.04.1980                                                                  | 35 лет 165 дней                                                             | Л                                                                           | 177                                                                         | 90                                                                          |
| 22                                                                          | 99                                                                          | Н                                                                           | Украина                                                                     | Егор Посевин                                                                | 15.04.1986                                                                  | 29 лет 163 дня                                                              | Л                                                                           | 185                                                                         | 78                                                                          |
| 23                                                                          | 33                                                                          | Н                                                                           | Украина                                                                     | Роман Сальников                                                             | 18.02.1976                                                                  | 39 лет 219 дней                                                             | П                                                                           | 183                                                                         | 95                                                                          |
| 24                                                                          | 71                                                                          | Н                                                                           | Украина                                                                     | Александр Щербань                                                           | 15.04.1995                                                                  | 20 лет 163 дня                                                              | Л                                                                           | 175                                                                         | 64                                                                          |
| 25                                                                          | 28                                                                          | Н                                                                           | Украина                                                                     | Александр Янченко                                                           | 02.06.1981                                                                  | 34 года 115 дней                                                            | П                                                                           | 180                                                                         | 90                                                                          |
| гл.тренер                                                                   | гл.тренер                                                                   | гл.тренер                                                                   | Украина                                                                     | Виталий Литвиненко                                                          | 14.03.1970                                                                  | 45 лет 195 дней                                                             |                                                                             |                                                                             |                                                                             |
| ст.тренер                                                                   | ст.тренер                                                                   | ст.тренер                                                                   | Украина                                                                     | Евгений Гладченко                                                           | 10.02.1955                                                                  | 60 лет 227 дней                                                             |                                                                             |                                                                             |                                                                             |
| асс.тренер                                                                  | асс.тренер                                                                  | асс.тренер                                                                  | Украина                                                                     | Юрий Церковнюк                                                              | 25.07.1948                                                                  | 67 лет 62 дня                                                               |                                                                             |                                                                             |                                                                             |

Перед началом сезона в ХК «Юность» (Харьков) перешли вратарь Александр Томашук и защитник Ниджат Гасымов, предварительно заявленные за ХК «Витязь» (Харьков).
По сравнению с предварительной заявкой к началу чемпионата в состав команды были включены защитники Роман Кривда, Роман Пантелеймонов и Александр Пономарь, нападающие Никита Муртищев, Александр Панченко и Александр Янченко.

## ХК «Дженералз»
| Состав ХК «Дженералз» в чемпионате Украины по хоккею с шайбой сезона 2015/2016 | Состав ХК «Дженералз» в чемпионате Украины по хоккею с шайбой сезона 2015/2016 | Состав ХК «Дженералз» в чемпионате Украины по хоккею с шайбой сезона 2015/2016 | Состав ХК «Дженералз» в чемпионате Украины по хоккею с шайбой сезона 2015/2016 | Состав ХК «Дженералз» в чемпионате Украины по хоккею с шайбой сезона 2015/2016 | Состав ХК «Дженералз» в чемпионате Украины по хоккею с шайбой сезона 2015/2016 | Состав ХК «Дженералз» в чемпионате Украины по хоккею с шайбой сезона 2015/2016 | Состав ХК «Дженералз» в чемпионате Украины по хоккею с шайбой сезона 2015/2016 | Состав ХК «Дженералз» в чемпионате Украины по хоккею с шайбой сезона 2015/2016 | Состав ХК «Дженералз» в чемпионате Украины по хоккею с шайбой сезона 2015/2016 |
| №                                                                              | Н                                                                              | П                                                                              | С                                                                              | Имя                                                                            | Дата рождения                                                                  | Возраст                                                                        | Хват                                                                           | Рост, см                                                                       | Вес, кг                                                                        |
| ------------------------------------------------------------------------------ | ------------------------------------------------------------------------------ | ------------------------------------------------------------------------------ | ------------------------------------------------------------------------------ | ------------------------------------------------------------------------------ | ------------------------------------------------------------------------------ | ------------------------------------------------------------------------------ | ------------------------------------------------------------------------------ | ------------------------------------------------------------------------------ | ------------------------------------------------------------------------------ |
| 1                                                                              | 20                                                                             | В                                                                              | Украина                                                                        | Эдуард Захарченко                                                              | 04.08.1995                                                                     | 20 лет 52 дня                                                                  | Л                                                                              | 186                                                                            | 84                                                                             |
| 2                                                                              | 30                                                                             | В                                                                              | Украина                                                                        | Вадим Селивёрстов                                                              | 18.02.1981                                                                     | 34 года 219 дней                                                               | Л                                                                              | 173                                                                            | 75                                                                             |
| 3                                                                              | 5                                                                              | З                                                                              | Украина                                                                        | Владислав Андреев                                                              | 25.12.1996                                                                     | 18 лет 274 дня                                                                 | Л                                                                              | 189                                                                            | 89                                                                             |
| 4                                                                              | 4                                                                              | З                                                                              | Россия                                                                         | Сергей Афанасьев                                                               | 26.04.1994                                                                     | 21 год 152 дня                                                                 | Л                                                                              | 180                                                                            | 80                                                                             |
| 5                                                                              | 23                                                                             | З                                                                              | Украина                                                                        | Никита Васильев                                                                | 09.03.1990                                                                     | 25 лет 200 дней                                                                | Л                                                                              | 192                                                                            | 96                                                                             |
| 6                                                                              | 7                                                                              | З                                                                              | Украина                                                                        | Денис Исаенко                                                                  | 17.03.1980                                                                     | 35 лет 192 дня                                                                 | Л                                                                              | 177                                                                            | 95                                                                             |
| 7                                                                              | 3                                                                              | З                                                                              | Украина                                                                        | Александр Порупа                                                               | 29.08.1995                                                                     | 20 лет 27 дней                                                                 | Л                                                                              | 187                                                                            | 91                                                                             |
| 8                                                                              | 21                                                                             | З                                                                              | Украина                                                                        | Андрей Татаренко                                                               | 26.02.1991                                                                     | 24 года 211 дней                                                               | П                                                                              | 192                                                                            | 95                                                                             |
| 9                                                                              | 27                                                                             | З                                                                              | Украина                                                                        | Дмитрий Толкунов                                                               | 27.05.1979                                                                     | 36 лет 121 день                                                                | П                                                                              | 190                                                                            | 92                                                                             |
| 10                                                                             | 25                                                                             | Н                                                                              | Украина                                                                        | Валентин Алексюк                                                               | 15.09.1989                                                                     | 26 лет 10 дней                                                                 | Л                                                                              | 185                                                                            | 85                                                                             |
| 11                                                                             | 26                                                                             | Н                                                                              | Украина                                                                        | Егор Безуглый                                                                  | 01.10.1991                                                                     | 23 года 359 дней                                                               | Л                                                                              | 185                                                                            | 91                                                                             |
| 12                                                                             | 22                                                                             | Н                                                                              | Украина                                                                        | Артём Гниденко                                                                 | 03.02.1980                                                                     | 35 лет 234 дня                                                                 | П                                                                              | 177                                                                            | 82                                                                             |
| 13                                                                             | 9                                                                              | Н                                                                              | Украина                                                                        | Андрей Дворник                                                                 | 08.12.1992                                                                     | 22 года 291 день                                                               | Л                                                                              | 175                                                                            | 68                                                                             |
| 14                                                                             | 12                                                                             | Н                                                                              | Украина                                                                        | Игорь Дворник                                                                  | 08.12.1992                                                                     | 22 года 291 день                                                               | Л                                                                              | 175                                                                            | 74                                                                             |
| 15                                                                             | 19                                                                             | Н                                                                              | Украина                                                                        | Александр Караульщук                                                           | 27.07.1983                                                                     | 32 года 60 дней                                                                | Л                                                                              | 189                                                                            | 88                                                                             |
| 16                                                                             | 11                                                                             | Н                                                                              | Украина                                                                        | Георгий Кича                                                                   | 12.03.1990                                                                     | 25 лет 197 дней                                                                | Л                                                                              | 173                                                                            | 78                                                                             |
| 17                                                                             | 13                                                                             | Н                                                                              | Украина                                                                        | Николай Коляда                                                                 | 26.12.1994                                                                     | 20 лет 273 дня                                                                 | Л                                                                              | 183                                                                            | 83                                                                             |
| 18                                                                             | 17                                                                             | Н                                                                              | Украина                                                                        | Алексей Мадера                                                                 | 30.08.1989                                                                     | 26 лет 26 дней                                                                 | П                                                                              | 188                                                                            | 88                                                                             |
| 19                                                                             | 16                                                                             | Н                                                                              | Украина                                                                        | Алексей Мельников                                                              | 16.05.1989                                                                     | 26 лет 132 дня                                                                 | П                                                                              | 180                                                                            | 83                                                                             |
| 20                                                                             | 8                                                                              | Н                                                                              | Украина                                                                        | Иван Савченко                                                                  | 19.03.1993                                                                     | 22 года 190 дней                                                               | П                                                                              | 190                                                                            | 100                                                                            |
| 21                                                                             | 15                                                                             | Н                                                                              | Украина                                                                        | Евгений Секирко                                                                | 24.05.1988                                                                     | 27 лет 124 дня                                                                 | Л                                                                              | 182                                                                            | 86                                                                             |
| 22                                                                             | 24                                                                             | Н                                                                              | Украина                                                                        | Игорь Слюсарь                                                                  | 22.05.1989                                                                     | 26 лет 126 дней                                                                | Л                                                                              | 182                                                                            | 78                                                                             |
| 23                                                                             | 10                                                                             | Н                                                                              | Украина                                                                        | Игорь Шаманский                                                                | 27.07.1984                                                                     | 31 год 60 дней                                                                 | Л                                                                              | 177                                                                            | 80                                                                             |
| гл.тренер                                                                      | гл.тренер                                                                      | гл.тренер                                                                      | Украина                                                                        | Вадим Шахрайчук                                                                | 12.06.1974                                                                     | 41 год 105 дней                                                                |                                                                                |                                                                                |                                                                                |
| ст.тренер                                                                      | ст.тренер                                                                      | ст.тренер                                                                      | Украина                                                                        | Константин Симчук                                                              | 26.02.1974                                                                     | 41 год 211 дней                                                                |                                                                                |                                                                                |                                                                                |

Предсезонный сбор в команде провели защитник Антон Бабчук и нападающий Константин Касянчук. Последний подписал контракт с ХК «Рапид» (Киев) 12 сентября 2015 года.
Перед началом сезона в ХК «Рапид» (Киев) перешёл нападающий Владислав Геращенко, предварительно заявленный за ХК «Дженералз» (Киев).
По сравнению с предварительной заявкой к началу чемпионата в состав команды были включены защитник Сергей Афанасьев ( Россия) и нападающий Игорь Слюсарь.
Продолжил восстановление после травмы защитник Александр Победоносцев.

## ХК «Донбасс»
| Состав ХК «Донбасс» в чемпионате Украины по хоккею с шайбой сезона 2015/2016 | Состав ХК «Донбасс» в чемпионате Украины по хоккею с шайбой сезона 2015/2016 | Состав ХК «Донбасс» в чемпионате Украины по хоккею с шайбой сезона 2015/2016 | Состав ХК «Донбасс» в чемпионате Украины по хоккею с шайбой сезона 2015/2016 | Состав ХК «Донбасс» в чемпионате Украины по хоккею с шайбой сезона 2015/2016 | Состав ХК «Донбасс» в чемпионате Украины по хоккею с шайбой сезона 2015/2016 | Состав ХК «Донбасс» в чемпионате Украины по хоккею с шайбой сезона 2015/2016 | Состав ХК «Донбасс» в чемпионате Украины по хоккею с шайбой сезона 2015/2016 | Состав ХК «Донбасс» в чемпионате Украины по хоккею с шайбой сезона 2015/2016 | Состав ХК «Донбасс» в чемпионате Украины по хоккею с шайбой сезона 2015/2016 |
| №                                                                            | Н                                                                            | П                                                                            | С                                                                            | Имя                                                                          | Дата рождения                                                                | Возраст                                                                      | Хват                                                                         | Рост, см                                                                     | Вес, кг                                                                      |
| ---------------------------------------------------------------------------- | ---------------------------------------------------------------------------- | ---------------------------------------------------------------------------- | ---------------------------------------------------------------------------- | ---------------------------------------------------------------------------- | ---------------------------------------------------------------------------- | ---------------------------------------------------------------------------- | ---------------------------------------------------------------------------- | ---------------------------------------------------------------------------- | ---------------------------------------------------------------------------- |
| 1                                                                            | 30                                                                           | В                                                                            | Украина                                                                      | Богдан Дьяченко                                                              | 06.10.1998                                                                   | 16 лет 354 дня                                                               | Л                                                                            | 184                                                                          | 79                                                                           |
| 2                                                                            | 20                                                                           | В                                                                            | Украина                                                                      | Евгений Напненко                                                             | 27.05.1988                                                                   | 27 лет 121 день                                                              | Л                                                                            | 180                                                                          | 80                                                                           |
| 3                                                                            | 23                                                                           | З                                                                            | Украина                                                                      | Александр Боевых                                                             | 09.05.1995                                                                   | 20 лет 139 дней                                                              | Л                                                                            | 195                                                                          | 101                                                                          |
| 4                                                                            | 70                                                                           | З                                                                            | Украина                                                                      | Андрей Григорьев                                                             | 07.02.1998                                                                   | 17 лет 230 дней                                                              | Л                                                                            | 181                                                                          | 77                                                                           |
| 5                                                                            | 7                                                                            | З                                                                            | Украина                                                                      | Дмитрий Игнатенко                                                            | 27.02.1994                                                                   | 21 год 210 дней                                                              | П                                                                            | 185                                                                          | 90                                                                           |
| 6                                                                            | 3                                                                            | З                                                                            | Украина                                                                      | Кирилл Катрич                                                                | 03.04.1984                                                                   | 31 год 175 дней                                                              | Л                                                                            | 179                                                                          | 84                                                                           |
| 7                                                                            | 91                                                                           | З                                                                            | Украина                                                                      | Владимир Оксёненко                                                           | 01.02.1991                                                                   | 24 года 236 дней                                                             | П                                                                            | 183                                                                          | 83                                                                           |
| 8                                                                            | 89                                                                           | З                                                                            | Украина                                                                      | Денис Петрухно                                                               | 18.09.1989                                                                   | 26 лет 7 дней                                                                | Л                                                                            | 190                                                                          | 93                                                                           |
| 9                                                                            | 13                                                                           | З                                                                            | Украина                                                                      | Даниил Скрипец                                                               | 11.09.1994                                                                   | 21 год 14 дней                                                               | Л                                                                            | 179                                                                          | 86                                                                           |
| 10                                                                           | 2                                                                            | З                                                                            | Украина                                                                      | Павел Таран                                                                  | 04.05.1992                                                                   | 23 года 144 дня                                                              | Л                                                                            | 190                                                                          | 96                                                                           |
| 11                                                                           | 4                                                                            | З                                                                            | Украина                                                                      | Всеволод Толстушко                                                           | 31.05.1991                                                                   | 24 года 117 дней                                                             | Л                                                                            | 179                                                                          | 84                                                                           |
| 12                                                                           | 15                                                                           | Н                                                                            | Украина                                                                      | Сергей Бабинец                                                               | 05.09.1987                                                                   | 28 лет 20 дней                                                               | Л                                                                            | 184                                                                          | 80                                                                           |
| 13                                                                           | 14                                                                           | Н                                                                            | Украина                                                                      | Никита Буценко                                                               | 20.01.1990                                                                   | 25 лет 248 дней                                                              | Л                                                                            | 179                                                                          | 79                                                                           |
| 14                                                                           | 44                                                                           | Н                                                                            | Украина                                                                      | Сергей Варламов                                                              | 21.07.1978                                                                   | 37 лет 66 дней                                                               | Л                                                                            | 180                                                                          | 92                                                                           |
| 15                                                                           | 45                                                                           | Н                                                                            | Украина                                                                      | Виктор Захаров                                                               | 08.01.1994                                                                   | 21 год 260 дней                                                              | Л                                                                            | 195                                                                          | 90                                                                           |
| 16                                                                           | 27                                                                           | Н                                                                            | Россия                                                                       | Денис Кочетков                                                               | 27.03.1980                                                                   | 35 лет 182 дня                                                               | Л                                                                            | 180                                                                          | 82                                                                           |
| 17                                                                           | 95                                                                           | Н                                                                            | Украина                                                                      | Сергей Кузьмик                                                               | 17.06.1995                                                                   | 20 лет 100 дней                                                              | Л                                                                            | 186                                                                          | 84                                                                           |
| 18                                                                           | 8                                                                            | Н                                                                            | Украина                                                                      | Владислав Куцевич                                                            | 08.04.1994                                                                   | 21 год 170 дней                                                              | Л                                                                            | 181                                                                          | 82                                                                           |
| 19                                                                           | 93                                                                           | Н                                                                            | Украина                                                                      | Руслан Ромащенко                                                             | 02.02.1993                                                                   | 22 года 235 дней                                                             | Л                                                                            | 179                                                                          | 80                                                                           |
| 20                                                                           | 22                                                                           | Н                                                                            | Украина                                                                      | Ярослав Свищев                                                               | 12.03.1997                                                                   | 18 лет 197 дней                                                              | Л                                                                            | 182                                                                          | 77                                                                           |
| 21                                                                           | 17                                                                           | Н                                                                            | Украина                                                                      | Владимир Чердак                                                              | 10.03.1994                                                                   | 21 год 199 дней                                                              | П                                                                            | 179                                                                          | 78                                                                           |
| гл.тренер                                                                    | гл.тренер                                                                    | гл.тренер                                                                    | Украина                                                                      | Анатолий Степанищев                                                          | 29.01.1961                                                                   | 54 года 239 дней                                                             |                                                                              |                                                                              |                                                                              |
| ст.тренер                                                                    | ст.тренер                                                                    | ст.тренер                                                                    | Украина                                                                      | Евгений Бруль                                                                | 22.02.1967                                                                   | 48 лет 215 дней                                                              |                                                                              |                                                                              |                                                                              |

На просмотре в команде первый предсезонный сбор «на земле» (в Святогорске) проводил вратарь Олег Хонин. Также полноценный предсезонный сбор в команде провёл подписавший предварительный просмотровый контракт нападающий Виталийс Хворостининс ( Латвия), попавший в предварительную заявку клуба под номером 52. Согласно действующему контракту Виталийс Хворостининс продолжил выступления за  ХК «Призма» (Рига).

## ХК «Компаньон»
| Состав ХК «Компаньон» в чемпионате Украины по хоккею с шайбой сезона 2015/2016 | Состав ХК «Компаньон» в чемпионате Украины по хоккею с шайбой сезона 2015/2016 | Состав ХК «Компаньон» в чемпионате Украины по хоккею с шайбой сезона 2015/2016 | Состав ХК «Компаньон» в чемпионате Украины по хоккею с шайбой сезона 2015/2016 | Состав ХК «Компаньон» в чемпионате Украины по хоккею с шайбой сезона 2015/2016 | Состав ХК «Компаньон» в чемпионате Украины по хоккею с шайбой сезона 2015/2016 | Состав ХК «Компаньон» в чемпионате Украины по хоккею с шайбой сезона 2015/2016 | Состав ХК «Компаньон» в чемпионате Украины по хоккею с шайбой сезона 2015/2016 | Состав ХК «Компаньон» в чемпионате Украины по хоккею с шайбой сезона 2015/2016 | Состав ХК «Компаньон» в чемпионате Украины по хоккею с шайбой сезона 2015/2016 |
| №                                                                              | Н                                                                              | П                                                                              | С                                                                              | Имя                                                                            | Дата рождения                                                                  | Возраст                                                                        | Хват                                                                           | Рост, см                                                                       | Вес, кг                                                                        |
| ------------------------------------------------------------------------------ | ------------------------------------------------------------------------------ | ------------------------------------------------------------------------------ | ------------------------------------------------------------------------------ | ------------------------------------------------------------------------------ | ------------------------------------------------------------------------------ | ------------------------------------------------------------------------------ | ------------------------------------------------------------------------------ | ------------------------------------------------------------------------------ | ------------------------------------------------------------------------------ |
| 1                                                                              | 30                                                                             | В                                                                              | Украина                                                                        | Семён Вылегжанин                                                               | 07.08.1997                                                                     | 18 лет 49 дней                                                                 | Л                                                                              | 168                                                                            | 66                                                                             |
| 2                                                                              | 1                                                                              | В                                                                              | Украина                                                                        | Антон Дорош                                                                    | 11.03.1998                                                                     | 17 лет 198 дней                                                                | Л                                                                              | 173                                                                            | 71                                                                             |
| 3                                                                              | 35                                                                             | В                                                                              | Украина                                                                        | Никита Петленко                                                                | 02.02.1999                                                                     | 16 лет 235 дней                                                                | Л                                                                              | 178                                                                            | 80                                                                             |
| 4                                                                              | 74                                                                             | З                                                                              | Украина                                                                        | Никита Артемьев                                                                | 05.01.1999                                                                     | 16 лет 263 дня                                                                 | Л                                                                              | 183                                                                            | 80                                                                             |
| 5                                                                              | 48                                                                             | З                                                                              | Украина                                                                        | Александр Горлушко                                                             | 24.08.1999                                                                     | 16 лет 32 дня                                                                  | Л                                                                              | 177                                                                            | 75                                                                             |
| 6                                                                              | 38                                                                             | З                                                                              | Украина                                                                        | Кирилл Жариков                                                                 | 04.04.1999                                                                     | 16 лет 174 дня                                                                 | Л                                                                              | 183                                                                            | 79                                                                             |
| 7                                                                              | 17                                                                             | З                                                                              | Украина                                                                        | Даниил Козачук                                                                 | 05.01.1999                                                                     | 16 лет 110 дней                                                                | Л                                                                              | 192                                                                            | 80                                                                             |
| 8                                                                              | 17                                                                             | З                                                                              | Украина                                                                        | Ярослав Кобызев                                                                | 19.05.1996                                                                     | 19 лет 129 дней                                                                | Л                                                                              | 185                                                                            | 85                                                                             |
| 9                                                                              | 5                                                                              | З                                                                              | Украина                                                                        | Никита Савицкий                                                                | 03.07.1999                                                                     | 16 лет 84 дня                                                                  | Л                                                                              | 185                                                                            | 80                                                                             |
| 10                                                                             | 2                                                                              | З                                                                              | Украина                                                                        | Артур Татарин                                                                  | 28.04.1999                                                                     | 16 лет 150 дней                                                                | Л                                                                              | 182                                                                            | 78                                                                             |
| 11                                                                             | 8                                                                              | З                                                                              | Украина                                                                        | Руслан Узаков                                                                  | 01.03.1997                                                                     | 18 лет 208 дней                                                                | Л                                                                              | 173                                                                            | 77                                                                             |
| 12                                                                             | 28                                                                             | Н                                                                              | Украина                                                                        | Игорь Боронило                                                                 | 27.04.1998                                                                     | 17 лет 151 день                                                                | Л                                                                              | 170                                                                            | 65                                                                             |
| 13                                                                             | 14                                                                             | Н                                                                              | Украина                                                                        | Алексей Волков                                                                 | 12.10.1996                                                                     | 18 лет 348 дней                                                                | Л                                                                              | 175                                                                            | 60                                                                             |
| 14                                                                             | 71                                                                             | Н                                                                              | Украина                                                                        | Борис Крикун                                                                   | 02.04.1998                                                                     | 17 лет 176 дней                                                                | Л                                                                              | 173                                                                            | 70                                                                             |
| 15                                                                             | 18                                                                             | Н                                                                              | Украина                                                                        | Максим Михайлов                                                                | 15.12.1997                                                                     | 17 лет 284 дня                                                                 | Л                                                                              | 175                                                                            | 70                                                                             |
| 16                                                                             | 55                                                                             | Н                                                                              | Украина                                                                        | Юрий Орлов                                                                     | 08.02.1996                                                                     | 19 лет 229 дней                                                                | Л                                                                              | 175                                                                            | 75                                                                             |
| 17                                                                             | 25                                                                             | Н                                                                              | Украина                                                                        | Егор Резниченко                                                                | 24.08.1996                                                                     | 19 лет 32 дня                                                                  | Л                                                                              | 187                                                                            | 80                                                                             |
| 18                                                                             | 77                                                                             | Н                                                                              | Украина                                                                        | Владимир Трохимчук                                                             | 15.08.1999                                                                     | 16 лет 41 день                                                                 | П                                                                              | 177                                                                            | 70                                                                             |
| 19                                                                             | 33                                                                             | Н                                                                              | Украина                                                                        | Алексей Храмков                                                                | 12.09.1999                                                                     | 16 лет 13 дней                                                                 | Л                                                                              | 184                                                                            | 72                                                                             |
| 20                                                                             | 10                                                                             | Н                                                                              | Украина                                                                        | Дмитрий Чёрный                                                                 | 14.01.1999                                                                     | 16 лет 254 дня                                                                 | Л                                                                              | 180                                                                            | 73                                                                             |
| 21                                                                             | 50                                                                             | Н                                                                              | Украина                                                                        | Егор Шах                                                                       | 21.06.1999                                                                     | 16 лет 96 дней                                                                 | Л                                                                              | 185                                                                            | 72                                                                             |
| 22                                                                             | 92                                                                             | Н                                                                              | Украина                                                                        | Виталий Швачка                                                                 | 01.07.1999                                                                     | 16 лет 86 дней                                                                 | Л                                                                              | 185                                                                            | 75                                                                             |
| 23                                                                             | 23                                                                             | Н                                                                              | Украина                                                                        | Егор Янович                                                                    | 18.05.1999                                                                     | 16 лет 130 дней                                                                | Л                                                                              | 185                                                                            | 73                                                                             |
| гл.тренер                                                                      | гл.тренер                                                                      | гл.тренер                                                                      | Украина                                                                        | Александр Сеуканд                                                              | 06.12.1950                                                                     | 64 года 293 дня                                                                |                                                                                |                                                                                |                                                                                |
| тренер                                                                         | тренер                                                                         | тренер                                                                         | Украина                                                                        | Евгений Алипов                                                                 | 12.09.1965                                                                     | 50 лет 13 дней                                                                 |                                                                                |                                                                                |                                                                                |
| тренер                                                                         | тренер                                                                         | тренер                                                                         | Украина                                                                        | Игорь Архипенко                                                                | 03.01.1977                                                                     | 38 лет 265 дней                                                                |                                                                                |                                                                                |                                                                                |
| тренер вр.                                                                     | тренер вр.                                                                     | тренер вр.                                                                     | Украина                                                                        | Андрей Кочур                                                                   | 04.04.1988                                                                     | 27 лет 174 дня                                                                 |                                                                                |                                                                                |                                                                                |

По сравнению с предварительной заявкой к началу чемпионата в состав команды были включены защитники Никита Савицкий и Ярослав Кобызев, нападающий Егор Янович.

## ХК «Кременчуг»
| Состав ХК «Кременчуг» в чемпионате Украины по хоккею с шайбой сезона 2015/2016 | Состав ХК «Кременчуг» в чемпионате Украины по хоккею с шайбой сезона 2015/2016 | Состав ХК «Кременчуг» в чемпионате Украины по хоккею с шайбой сезона 2015/2016 | Состав ХК «Кременчуг» в чемпионате Украины по хоккею с шайбой сезона 2015/2016 | Состав ХК «Кременчуг» в чемпионате Украины по хоккею с шайбой сезона 2015/2016 | Состав ХК «Кременчуг» в чемпионате Украины по хоккею с шайбой сезона 2015/2016 | Состав ХК «Кременчуг» в чемпионате Украины по хоккею с шайбой сезона 2015/2016 | Состав ХК «Кременчуг» в чемпионате Украины по хоккею с шайбой сезона 2015/2016 | Состав ХК «Кременчуг» в чемпионате Украины по хоккею с шайбой сезона 2015/2016 | Состав ХК «Кременчуг» в чемпионате Украины по хоккею с шайбой сезона 2015/2016 |
| №                                                                              | Н                                                                              | П                                                                              | С                                                                              | Имя                                                                            | Дата рождения                                                                  | Возраст                                                                        | Хват                                                                           | Рост, см                                                                       | Вес, кг                                                                        |
| ------------------------------------------------------------------------------ | ------------------------------------------------------------------------------ | ------------------------------------------------------------------------------ | ------------------------------------------------------------------------------ | ------------------------------------------------------------------------------ | ------------------------------------------------------------------------------ | ------------------------------------------------------------------------------ | ------------------------------------------------------------------------------ | ------------------------------------------------------------------------------ | ------------------------------------------------------------------------------ |
| 1                                                                              | 31                                                                             | В                                                                              | Украина                                                                        | Сергей Безорчук                                                                | 04.01.1996                                                                     | 19 лет 264 дня                                                                 | Л                                                                              | 176                                                                            | 70                                                                             |
| 2                                                                              | 1                                                                              | В                                                                              | Украина                                                                        | Даниил Елисеев                                                                 | 06.11.1995                                                                     | 19 лет 323 дня                                                                 | Л                                                                              | 183                                                                            | 75                                                                             |
| 3                                                                              | 33                                                                             | В                                                                              | Украина                                                                        | Михаил Шевчук                                                                  | 19.09.1994                                                                     | 21 год 6 дней                                                                  | П                                                                              | 185                                                                            | 90                                                                             |
| 4                                                                              | 55                                                                             | З                                                                              | Украина                                                                        | Павел Акимов                                                                   | 05.03.1986                                                                     | 29 лет 204 дня                                                                 | Л                                                                              | 187                                                                            | 91                                                                             |
| 5                                                                              | 18                                                                             | З                                                                              | Украина                                                                        | Владимир Варивода                                                              | 14.08.1995                                                                     | 20 лет 42 дня                                                                  | Л                                                                              | 189                                                                            | 79                                                                             |
| 6                                                                              | 27                                                                             | З                                                                              | Беларусь                                                                       | Александр Дегтярёв                                                             | 02.05.1992                                                                     | 23 года 146 дней                                                               | Л                                                                              | 180                                                                            | 88                                                                             |
| 7                                                                              | 5                                                                              | З                                                                              | Украина                                                                        | Кирилл Жовнир                                                                  | 07.03.1997                                                                     | 19 лет 259 дней                                                                | Л                                                                              | 193                                                                            | 101                                                                            |
| 8                                                                              | 2                                                                              | З                                                                              | Украина                                                                        | Максим Качмар                                                                  | 26.12.1994                                                                     | 20 лет 273 дня                                                                 | Л                                                                              | 180                                                                            | 80                                                                             |
| 9                                                                              | 26                                                                             | З                                                                              | Украина                                                                        | Виталий Муль                                                                   | 10.07.1996                                                                     | 19 лет 77 дней                                                                 | Л                                                                              | 180                                                                            | 89                                                                             |
| 10                                                                             | 17                                                                             | З                                                                              | Украина                                                                        | Богдан Поддубный                                                               | 22.09.1995                                                                     | 20 лет 3 дня                                                                   | Л                                                                              | 181                                                                            | 98                                                                             |
| 11                                                                             | 22                                                                             | З                                                                              | Украина                                                                        | Владимир Романенко                                                             | 13.08.1992                                                                     | 23 года 43 дня                                                                 | Л                                                                              | 189                                                                            | 95                                                                             |
| 12                                                                             | 61                                                                             | З                                                                              | Украина                                                                        | Валентин Сирченко                                                              | 10.05.1994                                                                     | 21 год 138 дней                                                                | Л                                                                              | 176                                                                            | 80                                                                             |
| 13                                                                             | 11                                                                             | Н                                                                              | Украина                                                                        | Антон Бойков                                                                   | 16.10.1995                                                                     | 19 лет 344 дня                                                                 | Л                                                                              | 175                                                                            | 75                                                                             |
| 14                                                                             | 23                                                                             | Н                                                                              | Украина                                                                        | Тимур Гриценко                                                                 | 01.03.1996                                                                     | 19 лет 208 дней                                                                | Л                                                                              | 170                                                                            | 70                                                                             |
| 15                                                                             | 91                                                                             | Н                                                                              | Украина                                                                        | Севастьян Карпенко                                                             | 31.08.1993                                                                     | 22 года 25 дней                                                                | Л                                                                              | 186                                                                            | 87                                                                             |
| 16                                                                             | 7                                                                              | Н                                                                              | Латвия                                                                         | Дмитрийс Комарницкис                                                           | 05.07.1995                                                                     | 20 лет 82 дня                                                                  | Л                                                                              | 180                                                                            | 79                                                                             |
| 17                                                                             | 13                                                                             | Н                                                                              | Беларусь                                                                       | Илья Коренчук                                                                  | 13.01.1995                                                                     | 20 лет 255 дней                                                                | П                                                                              | 172                                                                            | 72                                                                             |
| 18                                                                             | 21                                                                             | Н                                                                              | Украина                                                                        | Алексей Костюк                                                                 | 21.04.1995                                                                     | 20 лет 157 дней                                                                | Л                                                                              | 191                                                                            | 88                                                                             |
| 19                                                                             | 71                                                                             | Н                                                                              | Украина                                                                        | Артур Лысак                                                                    | 21.10.1994                                                                     | 20 лет 339 дней                                                                | Л                                                                              | 187                                                                            | 80                                                                             |
| 20                                                                             | 3                                                                              | Н                                                                              | Украина                                                                        | Владислав Луговой                                                              | 01.08.1995                                                                     | 20 лет 55 дней                                                                 | П                                                                              | 183                                                                            | 76                                                                             |
| 21                                                                             | 29                                                                             | Н                                                                              | Украина                                                                        | Игорь Микулко                                                                  | 05.06.1993                                                                     | 22 года 112 дней                                                               | Л                                                                              | 190                                                                            | 95                                                                             |
| 22                                                                             | 63                                                                             | Н                                                                              | Украина                                                                        | Юрий Петранговский                                                             | 09.12.1994                                                                     | 20 лет 290 дней                                                                | Л                                                                              | 187                                                                            | 89                                                                             |
| 23                                                                             | 24                                                                             | Н                                                                              | Украина                                                                        | Иван Пидгурский                                                                | 13.03.1995                                                                     | 20 лет 196 дней                                                                | Л                                                                              | 173                                                                            | 77                                                                             |
| 24                                                                             | 25                                                                             | Н                                                                              | Украина                                                                        | Дмитрий Чернышенко                                                             | 10.05.1994                                                                     | 21 год 138 дней                                                                | П                                                                              | 179                                                                            | 82                                                                             |
| 25                                                                             | 10                                                                             | Н                                                                              | Украина                                                                        | Алексей Янишевский                                                             | 26.03.1993                                                                     | 22 года 183 дня                                                                | Л                                                                              | 182                                                                            | 75                                                                             |
| гл.тренер                                                                      | гл.тренер                                                                      | гл.тренер                                                                      | Украина                                                                        | Дмитрий Пидгурский                                                             | 11.02.1973                                                                     | 42 года 226 дней                                                               |                                                                                |                                                                                |                                                                                |
| ст.тренер                                                                      | ст.тренер                                                                      | ст.тренер                                                                      | Украина                                                                        | Алексей Короткий                                                               | 09.08.1978                                                                     | 37 лет 47 дней                                                                 |                                                                                |                                                                                |                                                                                |

По сравнению с предварительной заявкой к началу чемпионата в состав команды был включён защитник Александр Дегтярёв ( Беларусь).

## ХК «Рапид»
| Состав ХК «Рапид» в чемпионате Украины по хоккею с шайбой сезона 2015/2016 | Состав ХК «Рапид» в чемпионате Украины по хоккею с шайбой сезона 2015/2016 | Состав ХК «Рапид» в чемпионате Украины по хоккею с шайбой сезона 2015/2016 | Состав ХК «Рапид» в чемпионате Украины по хоккею с шайбой сезона 2015/2016 | Состав ХК «Рапид» в чемпионате Украины по хоккею с шайбой сезона 2015/2016 | Состав ХК «Рапид» в чемпионате Украины по хоккею с шайбой сезона 2015/2016 | Состав ХК «Рапид» в чемпионате Украины по хоккею с шайбой сезона 2015/2016 | Состав ХК «Рапид» в чемпионате Украины по хоккею с шайбой сезона 2015/2016 | Состав ХК «Рапид» в чемпионате Украины по хоккею с шайбой сезона 2015/2016 | Состав ХК «Рапид» в чемпионате Украины по хоккею с шайбой сезона 2015/2016 |
| №                                                                          | Н                                                                          | П                                                                          | С                                                                          | Имя                                                                        | Дата рождения                                                              | Возраст                                                                    | Хват                                                                       | Рост, см                                                                   | Вес, кг                                                                    |
| -------------------------------------------------------------------------- | -------------------------------------------------------------------------- | -------------------------------------------------------------------------- | -------------------------------------------------------------------------- | -------------------------------------------------------------------------- | -------------------------------------------------------------------------- | -------------------------------------------------------------------------- | -------------------------------------------------------------------------- | -------------------------------------------------------------------------- | -------------------------------------------------------------------------- |
| 1                                                                          | 1                                                                          | В                                                                          | Украина                                                                    | Сергей Мандрыкин                                                           | 05.10.1991                                                                 | 23 года 355 дней                                                           | Л                                                                          | 187                                                                        | 85                                                                         |
| 2                                                                          | 20                                                                         | В                                                                          | Украина                                                                    | Владимир Степанков                                                         | 23.02.1990                                                                 | 25 лет 214 дней                                                            | П                                                                          | 178                                                                        | 89                                                                         |
| 3                                                                          | 7                                                                          | З                                                                          | Украина                                                                    | Евгений Борисов                                                            | 09.01.1996                                                                 | 19 лет 259 дней                                                            | П                                                                          | 185                                                                        | 80                                                                         |
| 4                                                                          | 4                                                                          | З                                                                          | Украина                                                                    | Антон Гаврильченко                                                         | 31.12.1994                                                                 | 20 лет 268 дней                                                            | П                                                                          | 178                                                                        | 90                                                                         |
| 5                                                                          | 22                                                                         | З                                                                          | Украина                                                                    | Владислав Журавель                                                         | 28.06.1996                                                                 | 19 лет 89 дней                                                             | Л                                                                          | 185                                                                        | 85                                                                         |
| 6                                                                          | 18                                                                         | З                                                                          | Украина                                                                    | Станислав Маслов                                                           | 26.11.1995                                                                 | 19 лет 303 дня                                                             | Л                                                                          | 180                                                                        | 80                                                                         |
| 7                                                                          | 12                                                                         | З                                                                          | Украина                                                                    | Александр Мацибора                                                         | 04.04.1997                                                                 | 18 лет 174 дня                                                             | Л                                                                          | 186                                                                        | 85                                                                         |
| 8                                                                          | 6                                                                          | З                                                                          | Украина                                                                    | Богдан Ниженский                                                           | 28.07.1998                                                                 | 17 лет 59 дней                                                             | Л                                                                          | 177                                                                        | 60                                                                         |
| 9                                                                          | 5                                                                          | З                                                                          | Украина                                                                    | Сергей Ровинец                                                             | 16.07.1996                                                                 | 19 лет 71 день                                                             | Л                                                                          | 182                                                                        | 76                                                                         |
| 10                                                                         | 2                                                                          | З                                                                          | Украина                                                                    | Илья Романенко                                                             | 31.07.1996                                                                 | 19 лет 56 дней                                                             | Л                                                                          | 187                                                                        | 80                                                                         |
| 11                                                                         | 27                                                                         | З                                                                          | Украина                                                                    | Сергей Савчук                                                              | 11.12.1995                                                                 | 19 лет 288 дней                                                            | П                                                                          | 188                                                                        | 80                                                                         |
| 12                                                                         | 23                                                                         | З                                                                          | Украина                                                                    | Денис Севастьянов                                                          | 23.12.1994                                                                 | 20 лет 276 дней                                                            | Л                                                                          | 175                                                                        | 75                                                                         |
| 13                                                                         | 3                                                                          | Н                                                                          | Украина                                                                    | Валдис Андреев                                                             | 29.02.1996                                                                 | 19 лет 208 дней                                                            | Л                                                                          | 176                                                                        | 64                                                                         |
| 14                                                                         | 10                                                                         | Н                                                                          | Украина                                                                    | Юрий Бобков                                                                | 24.03.1996                                                                 | 19 лет 185 дней                                                            | Л                                                                          | 180                                                                        | 90                                                                         |
| 15                                                                         | 9                                                                          | Н                                                                          | Украина                                                                    | Артём Вербенко                                                             | 07.08.1996                                                                 | 19 лет 49 дней                                                             | Л                                                                          | 179                                                                        | 84                                                                         |
| 16                                                                         | 11                                                                         | Н                                                                          | Украина                                                                    | Владислав Геращенко                                                        | 07.08.1993                                                                 | 22 года 49 дней                                                            | Л                                                                          | 175                                                                        | 78                                                                         |
| 17                                                                         | 21                                                                         | Н                                                                          | Украина                                                                    | Николай Дворник                                                            | 21.05.1995                                                                 | 20 лет 127 дней                                                            | Л                                                                          | 177                                                                        | 75                                                                         |
| 18                                                                         | 8                                                                          | Н                                                                          | Россия                                                                     | Илья Еловиков                                                              | 09.11.1987                                                                 | 27 лет 320 дней                                                            | Л                                                                          | 173                                                                        | 75                                                                         |
| 19                                                                         | 14                                                                         | Н                                                                          | Украина                                                                    | Богдан Ефимов                                                              | 28.03.1995                                                                 | 20 лет 181 день                                                            | П                                                                          | 177                                                                        | 77                                                                         |
| 20                                                                         | 13                                                                         | Н                                                                          | Украина                                                                    | Максим Исламов                                                             | 28.09.1996                                                                 | 18 лет 362 дня                                                             | Л                                                                          | 179                                                                        | 65                                                                         |
| 21                                                                         | 19                                                                         | Н                                                                          | Украина                                                                    | Дмитрий Коржилецкий                                                        | 12.03.1994                                                                 | 21 год 197 дней                                                            | Л                                                                          | 190                                                                        | 90                                                                         |
| 22                                                                         | 13                                                                         | Н                                                                          | Украина                                                                    | Евгений Марченко                                                           | 19.02.1990                                                                 | 25 лет 218 дней                                                            | Л                                                                          | 186                                                                        | 65                                                                         |
| 23                                                                         |                                                                            | Н                                                                          | Украина                                                                    | Илья Рябов                                                                 | 21.07.1994                                                                 | 21 год 66 дней                                                             |                                                                            | 180                                                                        | 80                                                                         |
| 24                                                                         | 25                                                                         | Н                                                                          | Украина                                                                    | Святослав Черниченко                                                       | 25.11.1995                                                                 | 19 лет 304 дня                                                             | Л                                                                          | 187                                                                        | 80                                                                         |
| 25                                                                         | 26                                                                         | Н                                                                          | Украина                                                                    | Карен Чобанян                                                              | 01.06.1995                                                                 | 20 лет 116 дней                                                            | П                                                                          | 180                                                                        | 71                                                                         |
| 26                                                                         | 15                                                                         | Н                                                                          | Украина                                                                    | Соломон Шапиро                                                             | 31.03.1996                                                                 | 19 лет 178 дней                                                            | Л                                                                          | 180                                                                        | 73                                                                         |
| гл.тренер                                                                  | гл.тренер                                                                  | гл.тренер                                                                  | Украина                                                                    | Александр Хмель                                                            | 06.12.1980                                                                 | 34 года 293 дня                                                            |                                                                            |                                                                            |                                                                            |

Предсезонный сбор в команде провёл нападающий Константин Касянчук, перешедший из ХК «Дженералз» (Киев). Он подписал контракт с ХК «Рапид» (Киев) 12 сентября 2015 года. 18 сентября 2015 года Константин Касянчук перешёл в  ХК «Гомель».
Перед началом сезона в ХК «Рапид» (Киев) перешёл нападающий Владислав Геращенко, предварительно заявленный за ХК «Дженералз» (Киев).
По сравнению с предварительной заявкой к началу чемпионата в состав команды были включены нападающие Максим Исламов, Илья Рябов и Карен Чобанян.

## ХК «Юность»
| Состав ХК «Юность» в чемпионате Украины по хоккею с шайбой сезона 2015/2016 | Состав ХК «Юность» в чемпионате Украины по хоккею с шайбой сезона 2015/2016 | Состав ХК «Юность» в чемпионате Украины по хоккею с шайбой сезона 2015/2016 | Состав ХК «Юность» в чемпионате Украины по хоккею с шайбой сезона 2015/2016 | Состав ХК «Юность» в чемпионате Украины по хоккею с шайбой сезона 2015/2016 | Состав ХК «Юность» в чемпионате Украины по хоккею с шайбой сезона 2015/2016 | Состав ХК «Юность» в чемпионате Украины по хоккею с шайбой сезона 2015/2016 | Состав ХК «Юность» в чемпионате Украины по хоккею с шайбой сезона 2015/2016 | Состав ХК «Юность» в чемпионате Украины по хоккею с шайбой сезона 2015/2016 | Состав ХК «Юность» в чемпионате Украины по хоккею с шайбой сезона 2015/2016 |
| №                                                                           | Н                                                                           | П                                                                           | С                                                                           | Имя                                                                         | Дата рождения                                                               | Возраст                                                                     | Хват                                                                        | Рост, см                                                                    | Вес, кг                                                                     |
| --------------------------------------------------------------------------- | --------------------------------------------------------------------------- | --------------------------------------------------------------------------- | --------------------------------------------------------------------------- | --------------------------------------------------------------------------- | --------------------------------------------------------------------------- | --------------------------------------------------------------------------- | --------------------------------------------------------------------------- | --------------------------------------------------------------------------- | --------------------------------------------------------------------------- |
| 1                                                                           | 1                                                                           | В                                                                           | Украина                                                                     | Даниил Басалыгин                                                            | 28.12.1997                                                                  | 17 лет 271 день                                                             | Л                                                                           | 183                                                                         | 79                                                                          |
| 2                                                                           | 99                                                                          | В                                                                           | Украина                                                                     | Тимур Даас                                                                  | 05.08.1996                                                                  | 19 лет 51 день                                                              | Л                                                                           | 178                                                                         | 74                                                                          |
| 3                                                                           | 20                                                                          | В                                                                           | Украина                                                                     | Александр Томашук                                                           | 29.11.1992                                                                  | 22 года 300 дней                                                            | Л                                                                           | 170                                                                         | 75                                                                          |
| 4                                                                           | 88                                                                          | В                                                                           | Украина                                                                     | Никита Хмель                                                                | 03.02.1997                                                                  | 18 лет 234 дня                                                              | Л                                                                           | 185                                                                         | 80                                                                          |
| 5                                                                           | 8                                                                           | З                                                                           | Украина                                                                     | Эдуард Гайко                                                                | 08.03.1997                                                                  | 18 лет 201 день                                                             | Л                                                                           | 180                                                                         | 75                                                                          |
| 6                                                                           | 16                                                                          | З                                                                           | Украина                                                                     | Ниджат Гасымов                                                              | 08.11.1997                                                                  | 17 лет 321 день                                                             | П                                                                           | 182                                                                         | 75                                                                          |
| 7                                                                           | 42                                                                          | З                                                                           | Украина                                                                     | Алексей Жахов                                                               | 04.02.1997                                                                  | 18 лет 233 дня                                                              | Л                                                                           | 177                                                                         | 70                                                                          |
| 8                                                                           | 4                                                                           | З                                                                           | Украина                                                                     | Артём Крюченко                                                              | 08.08.1998                                                                  | 17 лет 48 дней                                                              | П                                                                           | 172                                                                         | 68                                                                          |
| 9                                                                           | 5                                                                           | З                                                                           | Украина                                                                     | Максим Кузьменко                                                            | 01.08.1997                                                                  | 18 лет 55 дней                                                              | Л                                                                           | 189                                                                         | 78                                                                          |
| 10                                                                          | 3                                                                           | З                                                                           | Украина                                                                     | Даниил Пивторак                                                             | 18.06.1998                                                                  | 17 лет 99 дней                                                              | П                                                                           | 190                                                                         | 84                                                                          |
| 11                                                                          | 7                                                                           | З                                                                           | Украина                                                                     | Вячеслав Рогаль                                                             | 16.09.1998                                                                  | 17 лет 9 дней                                                               | Л                                                                           | 179                                                                         | 72                                                                          |
| 12                                                                          | 27                                                                          | З                                                                           | Украина                                                                     | Сергей Сыпко                                                                | 07.07.1997                                                                  | 18 лет 80 дней                                                              | Л                                                                           | 180                                                                         | 76                                                                          |
| 13                                                                          | 24                                                                          | З                                                                           | Украина                                                                     | Алексей Ступницкий                                                          | 24.06.1999                                                                  | 16 лет 93 дня                                                               | Л                                                                           | 180                                                                         | 74                                                                          |
| 14                                                                          | 55                                                                          | З                                                                           | Украина                                                                     | Александр Фирсов                                                            | 27.06.1999                                                                  | 16 лет 90 дней                                                              | Л                                                                           | 172                                                                         | 70                                                                          |
| 15                                                                          | 44                                                                          | Н                                                                           | Украина                                                                     | Никита Астанин                                                              | 25.02.1999                                                                  | 16 лет 212 дней                                                             | Л                                                                           | 182                                                                         | 74                                                                          |
| 16                                                                          | 29                                                                          | Н                                                                           | Украина                                                                     | Евгений Бездетко                                                            | 24.09.1995                                                                  | 20 лет 1 день                                                               | Л                                                                           | 189                                                                         | 82                                                                          |
| 17                                                                          | 11                                                                          | Н                                                                           | Украина                                                                     | Роман Гребёнкин                                                             | 06.08.1998                                                                  | 17 лет 50 дней                                                              | П                                                                           | 175                                                                         | 67                                                                          |
| 18                                                                          | 14                                                                          | Н                                                                           | Украина                                                                     | Дмитрий Колядинский                                                         | 29.11.1998                                                                  | 16 лет 300 дней                                                             | Л                                                                           | 177                                                                         | 67                                                                          |
| 19                                                                          | 37                                                                          | Н                                                                           | Украина                                                                     | Артём Костин                                                                | 26.02.1999                                                                  | 16 лет 211 дней                                                             | П                                                                           | 182                                                                         | 75                                                                          |
| 20                                                                          | 19                                                                          | Н                                                                           | Украина                                                                     | Руслан Лисин                                                                | 15.12.1997                                                                  | 17 лет 284 дня                                                              | Л                                                                           | 175                                                                         | 71                                                                          |
| 21                                                                          | 15                                                                          | Н                                                                           | Украина                                                                     | Максим Одноворченко                                                         | 25.10.1998                                                                  | 16 лет 335 дней                                                             | Л                                                                           | 181                                                                         | 78                                                                          |
| 22                                                                          | 12                                                                          | Н                                                                           | Украина                                                                     | Никита Олейник                                                              | 21.07.1998                                                                  | 17 лет 66 дней                                                              | Л                                                                           | 176                                                                         | 62                                                                          |
| 23                                                                          | 18                                                                          | Н                                                                           | Украина                                                                     | Дмитрий Руденко                                                             | 01.06.1998                                                                  | 17 лет 116 дней                                                             | П                                                                           | 180                                                                         | 73                                                                          |
| 24                                                                          | 21                                                                          | Н                                                                           | Украина                                                                     | Даниил Семененко                                                            | 21.09.1998                                                                  | 17 лет 4 дня                                                                | Л                                                                           | 173                                                                         | 65                                                                          |
| 25                                                                          | 22                                                                          | Н                                                                           | Украина                                                                     | Валерий Скребела                                                            | 26.11.1996                                                                  | 18 лет 303 дня                                                              | Л                                                                           | 180                                                                         | 73                                                                          |
| 26                                                                          | 23                                                                          | Н                                                                           | Украина                                                                     | Богдан Хиценко                                                              | 05.09.1998                                                                  | 17 лет 20 дней                                                              | П                                                                           | 178                                                                         | 70                                                                          |
| 27                                                                          | 31                                                                          | Н                                                                           | Украина                                                                     | Никита Хохлов                                                               | 14.02.1998                                                                  | 17 лет 223 дня                                                              | П                                                                           | 178                                                                         | 72                                                                          |
| гл.тренер                                                                   | гл.тренер                                                                   | гл.тренер                                                                   | Украина                                                                     | Валерий Пляшешник                                                           | 01.11.1965                                                                  | 49 лет 328 дней                                                             |                                                                             |                                                                             |                                                                             |
| тренер                                                                      | тренер                                                                      | тренер                                                                      | Украина                                                                     | Виктор Торяник                                                              | 02.01.1986                                                                  | 29 лет 266 дней                                                             |                                                                             |                                                                             |                                                                             |

Перед началом сезона в ХК «Юность» (Харьков) перешли вратарь Александр Томашук и защитник Ниджат Гасымов, предварительно заявленные за ХК «Витязь» (Харьков).
По сравнению с предварительной заявкой к началу чемпионата в состав команды был включён нападающий Никита Астанин.